# 전 경주 출토 승사리구
전 경주 출토 승사리구(傳 慶州 出土 僧舍利具)는 부산광역시 서구 동아대학교박물관에 있는 조선시대의 사리구이다. 2012년 10월 30일 부산광역시의 유형문화재 제124호로 지정되었다.

## 개요
이 사리장엄구는 1967년 경상북도 경주시 율동에서 출토되었다고 전한다. 사리장엄구의 가장 바깥쪽 용기는 청동으로 만든 원통형 합이며, 그 안에는 보주형의 꼭지가 달린 뚜껑이 있는 유제(鍮製) 합이 봉안되어 있고, 내합 안에는 수정으로 만든 작은 병 모양의 용기가 봉안되어 있었는데, 사리는 수정으로 만든 병 모양 용기 안에서 2점이 확인되었다.
바깥 용기인 청동제 합은 비교적 고식(古式)에 가까운 형식이긴 하지만 횡선이 굵게 떨어져서 배치되어 있으며, 고려시대의 합과 달리 단층으로 구성된 점은 조선시대이후에 제작된 것일 가능성을 보여준다. 또한 유제 합의 뚜껑이나 꼭지의 형태는 조선시대 후기 유제 합의 형태들과 유사성이 있다. 특히, 18~19세기에 제작된 유제 합 중에는 이 합의 꼭지와 유사한 형식이 많이 보이므로, 꼭지의 형태는 비교적 늦은 조선 후기 금속제 합들과 비교해 볼 수 있다.
수정으로 만든 병 모양 용기는 수정 덩어리를 깎아서 만든 것으로, 납작한 호(壺) 형식의 형태는 전(傳) 김시습 부도 출토 수정호의 형태와 유사하다. 전 김시습 부도 출토 사리호(舍利壺)의 연대에 대해서는 논란이 있으나, 대체로 15세기 후반 이후의 것으로 알려져 있다.
전 경주 출토 승사리구 일괄품은 내부에 사리와 두정골(頭頂骨)이 함께 봉안된 승사리 장엄구로 봉안상태가 비교적 자세히 확인되는 중요한 유물이지만, 제작연대나 명문이 알려져 있지 않고 정확한 출토지도 알 수 없어 정확한 편년이나 유물의 성격을 파악하는데 다소 어려움이 있다.
그러나 전반적인 그릇의 형태나 재질, 오방경의 구성 등 전체적인 특징으로 볼 때 조선 후기인 16~18세기에 제작된 사리구로 추정되며, 경상도 지역에서 출토된 비교적 완전한 세트를 갖춘 조선 후기의 보기 드문 승사리 장엄구로 조선 후기 사리장엄구 연구에 중요한 유물이다.

## 참고 자료
- 전 경주 출토 승사리구 - 국가유산청 국가유산포털